# Дом Конде
Дом Конде (на френски: Maison de Condé) е френска благородническа фамилия (1530 – 1830), клон на династията Бурбони. Названието си получава от семейното владение Конде.

## 1-ви принц Конде
Пръв принц Конде е Луи I (7 май 1530 – 13 март 1569), пети син на Шарл IV дьо Бурбон, херцог на Вандом и чичо на бъдещия френски крал Анри IV. Луи I приема калвинизма и става един от отявлените противници на херцозите от рода Гиз. Той оглавява армията на хугенотите по време на религиозните войни и намира смъртта си в битката при Жарнак.
Принцът има два брака: 1-ви (1551) с Елеонора дьо Роайе (1535 – 1564), от която има осем деца, но само три достигат пълнолетие:
- Анри I (29 декември 1552 – 5 март 1588), 2-ри принц Конде;
- Франсоа (1558 – 1614), херцог Конти, 1-ви брак (1582) с Жана дьо Коен (†1601), 2-ри брак (1605) с Луиза-Маргарита (1588 – 1631), дъщеря на херцог Анри I дьо Гиз;
- Шарл (1562 – 1594), кардинал от 1583 и архиепископ от 1590 на Руан.

2-ри брак (1565) с Франсоаз дьо Лонгвил-Ротлен (1548 – 1601)
- Шарл (1566 – 1612), граф на Соасон и Дрьо, женен (1601) за Анна дьо Монтафле (1577 – 1644):
  - Луиза (1603 – 1637), омъжена (1617) за херцог Анри II дьо Лонгвил (1595 – 1663);
  - Луи (1604 – 1641), граф на Суасон, неженен;
  - Мария (1606 – 1692), омъжена (1625) за принц Томазо Франческо ди Савоя-Каринян.[2]

## 2-ри принц Конде
Луи I е наследен от своя първороден син Анри I (1552 – 1588), който се отказва от протестантството, за да се спаси по време на Вартоломеевата нощ (24 август 1582). По-късно се съюзява с бъдещия крал Анри IV и отново се сражава срещу лагера на католиците.
Принцът има два брака: 1-ви (1572) с Мария дьо Клев-Невер (1553 – 1574), от която има една дъщеря Катерина (1574 – 1595), неомъжена; 2-ри брак (1586) с Шарлота дьо ла Тремуй (1568 – 1629), която ражда две деца: Елеонора (1587 – 1619), омъжена (1606) за оранския принц Филип-Вилхелм (1554 – 1618) и Анри II (1 септември 1588 – 25 декември 1646), 3-ти принц Конде.

## 3-ти принц Конде
Анри II (1588 – 1646) получава солидно католическо възпитание в обкръжението на крал Анри IV и се жени (1609) за придворната красавица Маргарита-Шарлота дьо Монморанси (1594 – 1650). При регентството на кралица Мария де Медичи е хвърлен в затвора (1616 – 1619). По-късно проявява лоялност към кардинал Ришельо, а след смъртта на френския крал Луи XIII ръководи регентския съвет на малолетния Луи XIV. Приобщава към своите земи семейните владения на съпругата си, сред които е замъкът Шантии, превърнал се в лятна резиденция на принцовете Конде. Съпругата му ражда шест деца, но само три достигат пълнолетие:
- Анна-Женевиев (1619 – 1679), втора съпруга от 1642 г. на херцог Анри II дьо Лонгвил (1595 – 1663);
- Луи II (7 септември 1621 – 11 декември 1686), 4-ти принц Конде;
- Арман I (1629 – 1666), 1-ви принц Конти, женен (1654) за Мария-Анна Манчини (1637 – 1672):
  - Луи-Арман I (1661 – 1685), 2-ри принц Конти, женен (1680) за Мария-Анна дьо Блоа (1666 – 1739), извънбрачна дъщеря на френския крал Луи XIV, няма потомци
  - Франсоа-Луи (1664 – 1709), 3-ти принц Конти, женен (1688) за Мария Тереза (1666 – 1732), дъщеря на Анри III, 5-ти принц Конде:
    - Мария-Ана (1678 – 1718), омъжена (1710) за Луи IV, 7-ми принц Конде;
    - Луи-Арман II (1695 – 1727), 4-ти принц Конти, женен (1713) за Луиза-Елизабет (1693 – 1775), дъщеря на Луи III, 6-ти принц Конде:
      - Луи-Франсоа I (1717 – 1776), 5-ти принц Конти, женен (1732) за Луиза-Елизабет (1716 – 1736), дъщеря на херцог Филип II д’Орлеан
        - Луи-Франсоа II (1734 – 1814), 6-ти принц Конти, женен (1759, развод 1775) за Фортуна-Мария (1734 – 1803), дъщеря на херцога на Модена и Ферара Франческо III Мария д’Есте

      - Луиза-Анриета (1726 – 1759), омъжена (1743) за херцог Луи-Филип I д’Орлеан (1725 – 1785)

    - Луиза-Аделаида (1696 – 1750), неомъжена.[2]

## 4-ти принц Конде
След смъртта на Анри II фамилията е оглавена от по-големия му син Луи II (1621 – 1686), възпитаник на йезуитите, останал в историята като блестящ военачалник. Оценявайки таланта му, Ришельо го жени за племенницата си Клер Клеманс дьо Майе Брезе (1628 – 1694). Младият принц се отличава по време на Тридесетгодишната война, като побеждава последователно испанците и баварците и спомага за сключването на Вестфалския мир (1648). Заради участието си във Фрондата той си навлича омразата на кардинал Мазарини и емигрира в Испания (1652). Начело на испанската армия, Луи II нанася редица удари на Франция. Помилван от краля Луи XIV (1659), той се завръща в родината си и отново се отличава като пълководец. Луи II дьо Конде покровителства литературата и изкуството. Има един син Анри III (29 юли 1643 – 1 април 1709).

## 5-ти принц Конде
Петият принц Конде, Анри III, продължава военната кариера на баща си, научните и литературните му занимания. През 1663 г. сключва брак с Анна-Хенриета (1648 – 1723), дъщеря на пфалцкия курфюрст Едуард фон Вителсбах и става баща на десет деца, от които само пет доживяват пълнолетие:
- Мария-Тереза (1666 – 1732), омъжена (1688) за Франсоа-Луи (1664 – 1709), 3-ти принц Конти;
- Луи III (11 октомври 1668 – 4 март 1710), 6-ти принц Конде;
- Анна-Мария-Виктория (1675 – 1700), „мадмоазел дьо Конде“, неомъжена;
- Анна-Луиза-бенедикта (1676 – 1753), омъжена (1692) за херцог Луи-Огюст дьо Бурбон (1670 – 1736);
- Мария-Анна (1678 – 1718), омъжена (1710) за херцог Луи-Жозеф дьо Вандом (1654 – 1736).[2]

## 6-ти принц Конде
След смъртта на Анри III родовата титла преминава у неговия единствен син Луи III (1668 – 1710), който подобно на предците си се отдава на военна служба. Той се жени през 1685 г. за Луиза-Франсоаз (1673 – 1743), извънбрачна дъщеря на крал Луи XIV, от която има девет деца:
- Мария-Анна-Габриела (1690 – 1760), абатиса;
- Луи IV Анри-Жозеф (18 август 1692 – 27 януари 1740), 7-ми принц Конде;
- Луиза-Елизабет (1693 – 1775), омъжена (1713) за Луи-Арман II (1695 – 1727), 4-ти принц Конти;
- Луиза-Анна (1695 – 1758), „мадмоазел дьо Шарле“;
- Мария-Анна (1697 – 1741), „мадмоазел дьо Клермон“;
- Шарл (1700 – 1760), граф дьо Шарле, неженен;
- Хенриета-Луиза-Мария (1703 – 1772), абатиса;
- Елизабет-Александрина (1705 – 1765), „мадмоазел дьо Санс“;
- Луи (1709 – 1771), граф дьо Клермон.[2]

## 7-ми принц Конде
През 1710 г. титлата принц Конде преминава у Луи IV Анри-Жозеф (1692 – 1740). След смъртта на херцог Филип II д’Орлеан през 1723 г. новият принц Конде става първи министър и съдейства за женитбата на френския владетел Луи XV и полската принцеса Мария, дъщеря на крал Станислав Лешчински (1725). Небалансираната му финансова политика го прави непопулярен, вследствие на което кралят го изпраща на заточение. Луи IV Анри-Жозеф има два брака: 1713 – с Мария-Анна (1689 – 1720), дъщеря на принц Франсоа-Луи дьо Конти, от която няма деца и през 1728 г. с принцеса Каролина (1714 – 1741), дъщеря на ландграф Ернст II Леополд фон Хесен-Ротенбург, която ражда 8-мия принц Конде – Луи V Жозеф (9 август 1736 – 13 май 1818).

## 8-ми принц Конде
През 1792 г. 8-мият принц Конде Луи V Жозеф (1736 – 1818) се установява във Ворис и сформира армия от емигранти роялисти, която се сражава срещу революционна Франция до 1797 г. Известно време е на служба в Русия и Австрия, а през 1801 г. се оттегля в Англия. След реставрацията на Бурбоните (1814) се завръща във Франция, където остава до края на живота си. Жени се два пъти. През 1753 г. за Шарлота дьо Роан-Субиз (1737 – 1760), която му ражда три деца: Мария, починала като малка; Луи VI Анри-Жозеф (13 април 1756 – 27 август 1830), 9-ти принц Конде; Луиза (1750 – 1824), монахиня. През 1798 г. се жени за втори път за Мария-Катерина дьо Бриньол-Сал, бивша съпруга на принца на Монако Оноре III Грималди, от която няма деца.

## 9-ти принц Конде
Последният (9-ти) принц Конде Луи VI Анри-Жозеф (1756 – 1830), емигрира заедно с баща си и се установява в Англия. Неговият единствен син Луи-Антоан-Анри (1772 – 1804), е отвлечен и разстрелян по заповед на френския император Наполеон I. Той няма деца от брака си (1804) с Шарлота дьо Роан-Рошфор (1768 – 1841). Останал без наследници Луи VI Анри-Жозеф се разделя със съпругата си Мария-Тереза-Батилда д’Орлеан (1750 – 1822), сестра на херцог Филип Егалите, и започва да води скандален живот в Лондон. Прави своя метреса слугинята си София Дове, която скоро добива изключително влияние върху него. След реставрацията той я отвежда във Франция, където тя се оказва в центъра на много скандали в парижкото висше общество. През нощта на 26/27 август 1830 г. принцът е намерен обесен в жилището си. Официалната версия е самоубийство, но общественото мнение подозира, че това е убийство, в което е замесена и неговата метреса. Последният принц Конде няма наследници.

## Някои от дворците и замъците на фамилията Конде
- Бурбонския дворец в Париж – сега зала за заседания на Долната палата на парламента на Франция.
- Замакът Шантийи (сега музей Конде).
- замъкът Екуан.
- Замъкът Конде (фр.).